# Lillandet, Nagu
Lillandet eller Lill Nagu är en ö i Finland.   Den ligger i kommundelen Nagu i Pargas stad i den ekonomiska regionen  Åboland  och landskapet Egentliga Finland. 
Lillandet är den näst största ön i Nagu och en av Nagus huvudöar. På ön fanns tidigare egen skola, post och butik i byn Käldinge. Även i byn Simonby fanns både butik och skola, den finska lågstadieskolan Simonkylän koulu. I byn Prostvik på östra Lillandet finns färjstranden med landsvägsfärjorna som trafikerar på passet Prostvik (Nagu) – Lillmälö (Pargas). På västra Lillandet ligger byn Vikom med industriområde där flera mindre företag i dag verkar i Flipper Boats tidigare hallar. Från södra Lillandet och byn Dalkarby går vägen söderut över Sommarö till ön och byn Kirjais. 